# Pinopolis (Caroline du Sud)
Pinopolis est une census-designated place située dans le comté de Berkeley, dans l’État de Caroline du Sud, aux États-Unis. Lors du recensement de 2020, elle comptait 982 habitants.